# Mario Kart Tour
Mario Kart Tour (マリオカートツアー?, Mario Kāto Tsuā) è un videogioco di guida del 2019, sviluppato da Nintendo EPD e pubblicato da Nintendo per la prima volta su dispositivi mobili iOS e Android.

## Modalità di gioco
L’obiettivo del gioco è completare corse, battaglie e sfide nei vari Tour. Al loro completamento si ottengono delle megastelle, in base al punteggio ottenuto o alla richiesta della sfida, e delle monete, quest'ultime raccoglibili anche nei circuiti. Inoltre, è possibile ottenere dei rubini dalle sfide, dai regali tour e dai premi giornalieri, e rappresentano la valuta principale del gioco, utilizzata per acquistare personaggi, veicoli e deltaplani rarissimi. All'interno del negozio c'è anche una sezione dove poter acquistare personaggi, veicoli, deltaplani e coupon con le monete; più il giocatore sale di livello, maggiore sarà l'offerta di articoli del negozio.
Le megastelle vengono invece utilizzate per sbloccare dei regali tour, tra cui Tubi, monete e coupon. Non tutti i trofei in un tour saranno subito accessibili, occorrerà attendere un certo lasso di tempo per poter proseguire nel tour; questo può essere ridotto tramite l'uso di un coupon veloce.
A differenza dei precedenti capitoli il kart sfrutta delle funzioni simili alla Guida assistita di Mario Kart 8 Deluxe: il kart accelera autonomamente (è possibile determinare la traiettoria del kart guardando una freccia che si trova davanti al kart) e la sterzata avviene in automatico quando ci si avvicina troppo al guard rail. Oltre a questo, per poter sterzare è necessario spostare il dito nella direzione desiderata e per derapare è necessario inclinare la freccia nella direzione desiderata.
Il gameplay sfrutta meccaniche da Mario Kart 7 e Mario Kart 8 Deluxe come l'utilizzo dei deltaplani e dell'Ultra miniturbo.
Contrariamente ai giochi da cui trae ispirazione, però, non è presente l'antigravità e non è possibile personalizzare il kart.

### Corse
Come nella serie originale, nella modalità Corsa l'obiettivo principale è quello di raggiungere il traguardo utilizzando gli oggetti presenti nei Cubi oggetto sparsi nel circuito. Inoltre, eseguendo azioni come salti turbo, derapate o avversari colpiti con oggetti, si ottengono i punti azione che, insieme ai punti piazzamento e i punti base, servono per calcolare il punteggio finale importante per ottenere megastelle o per scalare la classifica settimanale.
I punti piazzamento si ottengono oltre in base al piazzamento nella corsa anche in base alla classe scelta.
| Classe | Particolarità |
| ------ | ------------- |
| 50cc   | Relax         |
| 100cc  | Veloce        |
| 150cc  | Molto veloce  |
| 200cc  | Troppo veloce |

La classe 200cc si ottiene con il pass d'oro, un abbonamento mensile.

### Battaglie
Nella modalità battaglia, introdotta il 5 ottobre 2022, ogni giocatore ha dei palloncini attaccati al proprio veicolo, e l’obiettivo è quello di far scoppiare tutti i palloncini degli avversari usando gli oggetti, entro il tempo limite e difendendosi. Come nelle corse, anche nelle battaglie effettuando azioni, come far scoppiare i palloncini avversari, si ottengono i punti azione.
I palloncini sono personalizzabili e i vari tipi si possono trovare nei tubi multigiocatore (accessibili ottenendo buoni punteggi nelle gare online) o nel negozio delle medaglie.
Gli oggetti presenti nelle battaglie sono limitati: sono assenti le monete e i gusci spinosi, ma solo nelle battaglie è presente la piuma, un oggetto che permette di effettuare un salto. Gli oggetti speciali sono tutti presenti ma sono modificati: ad esempio il cannone fungo scatto spara i funghi più velocemente e il guscio di Bowser segue traiettorie rettilinee rimbalzando sulle pareti dell’arena.

### Tour
I tour sono periodi di due settimane nei quali compaiono diversi percorsi tra cui uno principale che spesso è una città. In ogni tour compaiono personaggi e kart relativi al tema, acquistabili nella selezione in evidenza del negozio.
Ogni tour comprende vari trofei, ognuno contenente 4 percorsi, tra cui anche arene per la battaglia. Il quarto percorso prevede il completamento di una sfida bonus, spesso con un determinato personaggio.

#### Rally a squadre
Alcuni tour sono caratterizzati da una sfida a due squadre. All’inizio si sceglie la squadra di cui far parte, successivamente partecipando a corse o battaglie con un personaggio della squadra scelta compariranno sui percorsi le medaglie squadra. Ogni medaglia squadra raccolta si convertirà in un punto squadra, e la squadra che totalizzerà più punti vincerà un distintivo, 15 rubini e 3000 monete. Inoltre le medaglie squadra possono essere scambiate nel negozio con alcuni articoli presenti nel negozio come personaggi, coupon o tubi.

### Percorsi
In Mario Kart Tour i percorsi possono comparire casualmente nei vari Tour in base soprattutto al tema, e presentano alcune varianti:
- R: la versione contromano del percorso
- X: la versione estrema del percorso che presenta rampe o ostacoli per permettere al giocatore di ottenere più punti
- RX: la combinazione del percorso contromano con gli ostacoli della variante X
- B: il percorso si trasforma in un’arena per le battaglie

Esistono diversi tipi di percorsi: retro (percorsi rimasterizzati dai precedenti giochi della serie Mario Kart),  originali e Remix.

#### Percorsi originali
I percorsi originali di Mario Kart Tour sono principalmente ispirati alle città del mondo, e sono tornati tutti nel Pass percorsi aggiuntivi di Mario Kart 8 Deluxe.
Questi percorsi appaiono solo in determinati Tour in base al tema o all’evento.
I percorsi ispirati alle città del mondo hanno alcuni tracciati alternativi per visitare i vari punti della città che si uniscono in un unico grande percorso in Mario Kart 8 Deluxe. Essi sono:
- Promenade di Parigi
- Neon di Tokyo
- Veduta di New York
- Sprint a Sydney
- Giro di Londra
- Gita a Berlino
- Amsterdam in derapata
- Bangkok a manetta
- Singapore a tutto gas
- Alture di Atene
- Panorama di Los Angeles
- Scorci di Vancouver
- Roma romantica
- Movida di Madrid

Gli altri percorsi originali non ispirati alle città torneranno in Mario Kart 8 Deluxe (ad eccezione del Tubodotto Piranha) ma senza riferimento a Mario Kart Tour: 
- Covo ninja
- Cieli stracciatella
- Valico Addobbo
- Isola Yoshi
- Corsa in bagno
- Cala Pianta Piranha
- Tubodotto Piranha

#### Percorsi Remix
I percorsi Remix sono versioni alternative ai tracciati di Super Mario Kart e Mario Kart: Super Circuit, con nuova mappa e nuovi ostacoli non presenti nei giochi originali. Alcuni percorsi, come la Pista Arcobaleno, il Lago Vaniglia e la Cioccoisola, presentano anche una seconda variante.
Inoltre in Mario Kart Tour il Deserto Kalimari di Mario Kart 64 ha una seconda versione del percorso, con una deviazione che sarà obbligatoria anche in Mario Kart 8 Deluxe nel secondo giro.

### Piloti
Il giocatore, inizialmente, potrà ottenere casualmente Toad o Toadette, ma potrà sbloccare altri piloti acquistandoli nel negozio. Ogni personaggio, come in Mario Kart: Double Dash!!, possiede un oggetto speciale, ottenibile casualmente durante la corsa con una probabilità maggiore rispetto ai normali oggetti. I piloti non sono divisi in base al peso come nella serie principale, ma in base alla rarità. Più un personaggio è raro, maggiori saranno i punti che si riceveranno alla fine della corsa e maggiori saranno le probabilità di ricevere un oggetto speciale durante la gara. Alcuni piloti saranno in evidenza per tutta la durata del rispettivo tour.

### Veicoli e deltaplani
Contrariamente ai capitoli precedenti, i veicoli hanno delle ruote predefinite. L'unico componente modificabile è il deltaplano. Come i circuiti, anche alcuni veicoli provengono da giochi precedenti della serie. Inoltre, ogni veicolo dà al giocatore un'abilità speciale.

## Accoglienza
| Testata                         | Giudizio |
| ------------------------------- | -------- |
| Metacritic (media al 5-10-2022) | 59/100   |
| Multiplayer.it                  | 6.8/10   |
| IGN                             | 6/10     |
| Everyeye.it                     | 7/10     |
| Spaziogames.it                  | 5/10     |

Quando è stato reso disponibile ufficialmente in 58 nazioni del mondo, Mario Kart Tour ha ottenuto il 19º posto come gioco più scaricato per iOS negli Stati Uniti (contrariamente a Dr. Mario World, arrivato al 503º posto, ma in una posizione inferiore rispetto a Fire Emblem Heroes, arrivato al 17º posto).
Nella prima settimana, Mario Kart Tour risulta essere il videogioco mobile prodotto da Nintendo più scaricato, registrando 90,1 milioni di download, superando i 14,3 milioni registrati da Animal Crossing: Pocket Camp.
Nonostante questi successi, Mario Kart Tour ha ricevuto per lo più "recensioni miste". Molti hanno apprezzato la grafica simile ai più recenti capitoli della serie Mario Kart, ma hanno criticato il nuovo sistema di microtransazioni adottato da Nintendo che limita il gioco per chi decide di giocare gratuitamente o per chi decide di non sottoscrivere l'abbonamento mensile, il Pass d'oro, che permette di giocare senza dover attendere e che aumenta le ricompense disponibili; lo stesso pass è una tra le altre principali fonti di critiche: Spaziogames.it definisce questo sistema "ingiustificabile" precisando che si tratta di "un tentativo decisamente aggressivo di monetizzare sul nome del franchise". Molti siti, invece, si trovano d'accordo sul fatto che il prezzo stesso del pass (5,49€ in Europa) sia un prezzo decisamente alto per un pass mensile. Multiplayer.it, invece, nonostante si trovi d'accordo sul fatto che il sistema di controllo sia facile a primo impatto, critica il sistema di accelerazione completamente automatizzato che non permette di eseguire le manovre eseguibili nella serie originale.
Mario Kart Tour detiene il 31º posto come miglior videogioco iOS nel 2019 e, allo stesso tempo, il primo posto come videogioco mobile che ha fatto più discutere nel 2019.